# Antipodo
L'antipodo è uno schema enigmistico della famiglia delle letture inverse, il quale, a partire da una parola (es. minate), ne ottiene un'altra spostando la prima lettera in fondo (inatem) e leggendo il tutto a rovescio (metani). Allo stesso risultato si può arrivare, forse più intuitivamente, tenendo ferma la prima lettera e leggendo tutte le altre a rovescio: M-inate / M-etani). In questo caso lo schema si denomina antipodo diretto o semplicemente antipodo.
L'antipodo inverso invece realizza il contrario, spostando la lettera finale in inizio di parola e leggendo al rovescio (oppure, ancora, tenendo ferma l'ultima lettera e leggendo al rovescio il resto). 
In tutti questi casi il concetto di antipodo, che prevede lo spostamento di una lettera, si cumula dunque con quello di bifronte, che consiste in una lettura inversa il cui il risultato è difforme dalla lettura diretta. Si parla perciò di antipodo bifronte in contrapposizione all'antipodo palindromo (diretto o inverso), in cui il meccanismo della metatesi si cumula con il concetto di palindromia, poiché la lettura inversa del segmento di parola interessato coincide con quella diretta. Al meccanismo della metatesi può infine aggiungersi quello del cambio quando la lettera da spostare viene mutata in un'altra (cambio di antipodo). L'antipodo può essere praticato con le sillabe, anziché con le lettere: in questo caso non solo è una sillaba a subire lo spostamento, ma anche la lettura inversa è di tipo sillabico. Può inoltre riguardare frasi oltre che singole parole.
Come tutti gli schemi enigmistici privi di scarto l'antipodo si riconduce poi all'anagramma, ed è infatti col nome di anagramma dell'avvenire che fu introdotto per la prima volta nel 1878 sulle pagine de L'Aguzzaingegno. Il nome attuale gli fu invece attribuito dall'enigmista Ugone di Soana. Il cambio di antipodo nacque invece lo stesso anno con il nome di nodo.

## Esempi
- Antipodo: ballo / bolla
- Antipodo inverso: Marte / trame
- Cambio di antipodo: dottore / cerotto
- Cambio di antipodo inverso: acceso / seccai[1]
- Antipodo sillabico: balena / banale
- Antipodo palindromo: mottetto
- Antipodo palindromo inverso: minimo
- Antipodo sillabico palindromo: sasso